# Henri Delauze
Henri Germain Delauze, né le 17 septembre 1929 à Cairanne (Vaucluse), mort le 14 février 2012 à Marseille est un ingénieur français, plongeur et chef d'entreprise fondateur de la société COMEX.

## Biographie
Henri-Germain Delauze est né le 17 septembre 1929 à Cairanne, petit village situé à 40 km d'Avignon. Il déménagea plusieurs fois durant sa jeunesse ; il a ainsi habité avec sa famille à Avignon et Toulon avant de revenir à Cairanne à l'âge de 11 ans.
En 1945 naît sa fille Michèle.
En 1946, Il réussit le concours d'entrée à l'École nationale supérieure d'Arts & Métiers d'Aix-en-Provence et commence ses études d'ingénieur.
En 2008, Henri-Germain Delauze est victime d'un accident de plongée en Corse, son état de santé en sera durablement affecté.
Il décède le 14 février 2012.

## Carrière professionnelle

### Début de carrière
En 1949, Henri-Germain Delauze a 20 ans et vient d'obtenir son diplôme d'ingénieur à l'école des Arts et Métiers. Il part faire son service militaire dans l'armée de l'air en tant qu'aviateur à Madagascar. C'est sur cette île qu'il découvre la mer et la richesse des fonds. « C'est vraiment là qu'est venu mon amour pour la mer » dit-il lors d'une émission télévisée sur France 3.
Il reste trois ans à Madagascar, il y effectue ses premières plongées professionnelles pour le compte de diverses sociétés locales.

### L'aventure avec Cousteau (1952-1955)
Fin 1952, Henri-Germain Delauze est de retour en France. Il rencontre à Marseille l'équipe du Commandant Cousteau, notamment Yves Girault et Georges Beuchat. Henri Delauze intègre l'équipe de Cousteau et travaille bénévolement pour l'OFRS (Office français de recherches sous-marines). Henri Germain Delauze effectue ses premières plongées spéléologiques et archéologiques avec l'équipe du commandant. Cette aventure dure trois ans ; il quitte l'équipe en 1955.

### Société Grands travaux de Marseille (1956)
En 1956, Henri Delauze entre dans la société de travaux publics Grands travaux de Marseille. Il a la responsabilité d'importants chantiers de construction dont le tunnel autoroutier sous-marin dans la baie de la Havane à Cuba (1956-1957). Ce fut le premier tunnel construit par l'assemblage de caissons de 20 000 tonnes fabriqués en cale sèche puis assemblés bout à bout par des plongeurs.
Après son périple à Cuba, il rentre en France où toujours pour le compte de la société Grands travaux de Marseille, il dirige la construction d'un tunnel sous la Seine pour le transfert des eaux usées de Paris Ouest vers la nouvelle centrale d'épuration nommé La Frette.

### Séjour aux États-Unis (1959-1960)
En 1959, Henri Delauze est invité par le State Department de Washington pour un séjour aux États-Unis. Il obtient un Master of Sciences en géologie marine à l'University of California à Berkeley (Proche de San Francisco). Durant son séjour aux États-Unis, il travaille comme consultant pour la U.S Navy durant quelques mois. Il effectue de nombreuses plongées en tant que consultant géologique pour le compte de l'offshore pétrolier californien en baie de Monterey. Durant son séjour aux États-Unis, il songe à créer sa propre entreprise de travaux sous-marins pour les sociétés pétrolières.
En 1962, le CNRS lui confie la création et la direction à Marseille du laboratoire des bathyscaphes. En collaboration avec la marine nationale, Henri Germain Delauze assure de 1962 à 1967 la coordination scientifique des cinq campagnes internationales d'exploration des fosses abyssales de la planète.

### Comex
Parallèlement à ses travaux au CNRS, Henri Delauze fonde la COMEX le 3 octobre 1961. Sa passion du défi technologique, associée à son engagement personnel, permet la création d'une industrie nouvelle et porteuse d'avenir. Il en définit le domaine et les objectifs : l'ingénierie et le monde sous-marin. 
Très vite, Comex occupe une position de premier plan sur le marché international du pétrole offshore. Elle devient la première société mondiale d'ingénierie, de technologie et d'interventions humaines ou robotisées sous-marines.
Ce résultat est obtenu grâce à l'alliance au sein de Comex de deux cultures  : 
- l'innovation et la performance de pointe, traduites dans ses programmes de recherche et développement et dans ses actions de diversification
- la sécurité, de qualité et de professionnalisme, appuyée sur une gestion financière rigoureuse.

Depuis 1984, l'industrie du parapétrolier offshore évolue dans un contexte où la concurrence et les risques contractuels deviennent dangereux pour le Groupe. Comex S.A. procède, courant 1992, à une recapitalisation de son bilan. La filiale pétrolière, Comex Services, est cédée au Groupe Stolt Tankers & Terminals.
Henri Germain Delauze demeure l'actionnaire majoritaire de Comex dont il garde la présidence. Il se consacre au développement des filiales restées au sein du groupe et nées de la politique de diversification entreprise de 1985 à 1990. Pendant cette période, le Groupe a étendu le champ de ses interventions à la robotique, à l'espace, aux loisirs sous-marins puis à la maintenance industrielle complexe dans le domaine de l'industrie nucléaire (Cybernetix). 
En juin 1997, la filiale Cybernetix est introduite sur le second marché, Comex en reste le principal actionnaire jusqu'en juillet 2006.
Début de 2007, Henri Germain Delauze offre cinq sous-marins à la Cité de la Mer de Cherbourg, où est prévu un parcours didactique sur les découvertes de l'industriel. Ces sous-marins sont :
- Total Sub (1967)
- Remora 600 (1988)
- Moana III (1976)
- Globule (sous-marin) (1974)
- Mob 1000

Henri Germain Delauze est le président d’honneur du Club des anciens de la Comex.

## Maison sur pilotis[3]
En 1981, Henri Germain Delauze fait construire une maison sur pilotis, avec piscine et anneau pour yacht, au pied du Fort Ganteaume, dans le Vieux Port, à Marseille. Le permis de construire est accordé dans cet emplacement exceptionnel alors que Gaston Defferre est maire de Marseille.

## Note(s)
1. ↑  laprovence.com
2. ↑  « Comex Magazine N°5, avril 2009 », sur www.comex.fr, avril 2009 (consulté le 18 juin 2016)
3. ↑  « Maison sur Pilotis d'Henri Delauze, Marseille », sur Tourisme-Marseille.com // Carte Interactive & Blog de découverte de la Cité Phocéenne (consulté le 18 juin 2016)